# Bătălia de la Custozza (1866)
Bătălia de la Custozza a fost o confruntare militară între Regatul Italiei și Imperiul Austriac. De partea Imperiului Austriac au luptat soldați ai Regimentului 50 de Infanterie (Alba Iulia), compus în majoritate din români transilvăneni. 
Armata imperială austriacă, comandată de arhiducele Albrecht, a învins armata italiană, condusă de Alfonso La Marmora, deși aceasta din urmă avea avantaj numeric.
Italia a obținut ulterior Veneția pe cale diplomatică, prin tratatul de pace de la Praga (23 august 1866).